# Gregorius (festő)
Gregorius (?, 1490 körül – Brassó?, 1553.) brassói reneszánsz festő, fafaragó, céhmester. Dokumentumokban Gregorius Pictor és Gregor Moler neveken jelenik meg (a pictor latin, a Moler szász nyelven festőt jelent). Magyar források Gergely képíró néven is említik.

## Élete
Életéről csak annyit tudunk, amennyi a brassói céhek számadásaiból kikövetkeztethető. 1520-ban mesterként, 1523-ban az asztalosok, festők, és fafaragók céhének tagjaként említik; ugyanebben az évben megházasodik. 1525-ben városi centumvir; ez arra enged következtetni, hogy vagyonosabb, befolyásos ember volt. 1532-ben a város Quartale Portica negyedében lakott, és centumvirként a fertály képviselője volt, de a Hosszú utcában is volt egy telke. 1540-ben és 1541-ben fő céhmesterré választják. Utoljára 1553. szeptember 21-én említik, az 1553. novemberi jegyzékben már nem szerepel a neve. Valószínűleg az 1553–1554-es pestisjárvány áldozata lett, mely Brassóban több, mint négyezer életet követelt.
Fennmaradt művei nagy hasonlóságot mutatnak a dunai iskola festészeti irányzatával, így egyes szakértők feltételezik, hogy Gregorius Dél-Németországból származott, vagy legalábbis ott tanult.

## Munkái
A brassói számadások számos munkáját említik meg. Többek között:
- 1534-ben hadizászlókat javít és fest, novemberben elkészíti Szapolyai János király zászlóját.
- 1535-ben négy címeres pajzsot és két napórát fest a törcsvári kastély számára, egy lándzsát Petru Rareș fejedelemnek, és egy zászlót Mailáth János grófnak.
- 1536 őszén a Kolostor utcai kapu körfolyosóját ószövetségi freskókkal díszíti, melyek Salamon zsidó király templomépítését ábrázolják.
- 1538-ban kifest 50 díszkopját és két ágyút, kifesti és bearanyozza Szapolyai János hintóját, újrafesti a város kapuit.
- 1542-ben lándzsákat fest a városi őrségnek.
- 1545-ben kifesti és bearanyozza Petru Rareș hintóját, és négy gyertyatartót fest Mircea Ciobanul havasalföldi vajdának.
- 1546-ban húsz címert készít egy lengyel küldöttségnek, és két pajzsot Iliaș Rareș fejedelemnek.
- 1547-ben és 1548-ban újrafesti a Kapu utcai kapu és a Kolostor utcai kapu toronyóráinak számlapjait.
- 1551-ben a Kolostor utcai kapu oromzatára megfesti Zsigmond magyar király portréját, aki 1395-ben kiváltságokat adott Brassónak.
- 1552-ben hadizászlókat fest Brassó és Prázsmár számára.

### Lucas Hirscher városbíró portréja

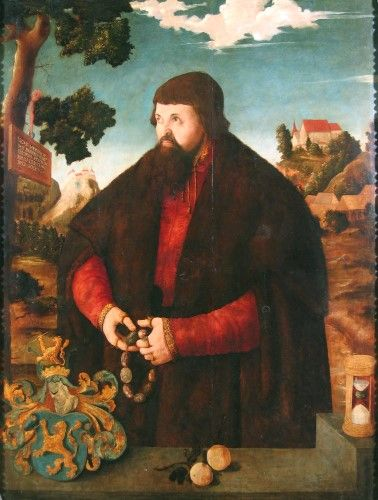
Lucas Hirscher portréja

Gregorius legjelentősebb fennmaradt műve Lucas Hirscher brassói városbíró 1535–1541 között készült portréja. A festményt legelőször Georg Michael Gottlieb von Hermann történész említi meg 1785-ben; ekkor a brassói Albrichin család tulajdonában volt. A 19. század elején Joseph Traugott von Schobeln városbíró Samuel von Brukenthal bárónak ajándékozta, és a kép a Brukenthal-múzeumba került. A múzeum ismertetője a szász festészeti iskolának, pontosabban idősebb Lucas Cranach egyik tanítványának tulajdonította a festményt. 20. századi kutatások és elemzések szerint igen valószínű, hogy azt valójában a brassói Gregorius készítette.
A kép valószínűleg Lucas Hirscher (III.) (1482–1541) megrendelésére készült. Az ábrázolt oroszlános címer a Hirscher család címere, a háttérben a törcsvári kastély és a Szent Márton-templom látható. A kép bal oldalán elhelyezkedő kis tábla felirata: LUCAS HVRSER IVDEX BRASSOVIENS. ANNORVM ETATIS LIII ANNO CRISTI MIL. DVCE. XXXV, vagyis Lucas Hirscher brassói városbíró 53 éves korában, Krisztus 1235. évében. Ez nyilvánvaló anakronizmus, mivel a városbíró intézményét csak a 14. században hozták létre; mi több, az ábrázolt személy nem hasonlít Lucas Hirscher (III.) egy másik (feltételezett) portréjára. Gernot Nussbächer szerint a kép egy képzeletbeli felmenőt ábrázol: a reneszánsz korban gyakori volt részben fiktív genealógiák megalkotása, hogy a befolyásos családok alátámasszák ősi és nemesi voltukat. Más elemzők (Sonoc, Mesea) szerint viszont az írás 1535-re utal, és a képen maga Lucas Hirscher (III.) látható.
A festmény a mai Románia területén a legrégebbről fennmaradt laikus táblakép, és az erdélyi reneszánsz legértékesebb portréja. Jelenleg is a nagyszebeni Brukenthal-múzeumban van kiállítva.
Konrad Klein szerint Gregorius megfestette Johannes Honterus, Apollonia Hirscher, és Johann Schirmer portréit is, ám ezek elvesztődtek.

### Egyéb fennmaradt művei
A portrén kívül Gregoriusnak tulajdonítják a táblási evangélikus templom Jézus siratása oltárfestményét, és a höltövényi evangélikus templom apostolokat ábrázoló oltárfestményét.